# Saint-Martin-des-Entrées
Saint-Martin-des-Entrées è un comune francese di 600 abitanti situato nel dipartimento del Calvados nella regione della Normandia.

## Società

### Evoluzione demografica
Abitanti censiti